# Stranka pravednosti i sigurnosti Republike Hrvatske
SPIS-Stranka Pravednosti I Sigurnosti Republike Hrvatske je hrvatska izvanparlamentarna politička stranka u Republici Hrvatskoj. Osnovana je 15. kolovoza 2018. godine za Veliku Gospu. Osnivač ujedno i predsjednik političke stranke je Matej Mioč. Glavni ciljevi stranke su pravda i sigurnost hrvatskoga naroda u Republici Hrvatskoj i u dijaspori s hrvatskim stanovništvom. Ideologije stranke su: Antikomunizam, antifašizam, antikapitalizam, demokršćanstvo i socijalizam u socijalnim pitanjima i socijalnim načelima. Stranka je orijentirana prema desnome političkome centru. Slogan stranke glasi: Stranka Vašega i našega povjerenja!